# Estatua de la Emancipación de Bussa
La Estatua de la Emancipación de busas (en inglés: busas Emancipation Statue) es una escultura pública realizada en honor del líder de una rebelión de esclavos en Barbados, y que está localizada al este de la ciudad de Bridgetown. La estatua se encuentra en el centro de la Rotonda J.T.C. Ramsay que forma el cruce de la carretera de ABC y la autopista 5. Muchos locales de Barbados se refieren a la estatua simplemente como "busas", el nombre del esclavo que ayudó a inspirar una rebelión contra la esclavitud en Barbados en 1816.
La estatua fue creada 1985 por el escultor Bajan Karl Broodhagen,169 años después de la rebelión. La estatua simboliza la "ruptura de cadenas".